# Littorinimorpha
Littorinimorpha je veliki red puževa, gastropoda, koji se uglavnom sastoje od morskih puževa (morske vrste), ali takođe uključuju i neke slatkovodne puževe (vodene vrste) i kopnene puževe (kopnene vrste).